# Acalolepta woodlarkiana
Acalolepta woodlarkiana là một loài bọ cánh cứng trong họ Cerambycidae.